# 王銍
王銍（？—1144年），字性之，自號汝陰老民。汝陰（今安徽阜陽）人，宋朝政治人物。

## 生平
王銍約生於元祐初年，自幼博極群書，手不釋卷，讀書一目十行，且能邊捲邊看。大觀元年，王銍訪曾布於京口，曾布以三子曾紆之女兒嫁之。南渡後寓居贍縣，紹興初年，官迪功郎，高宗建炎四年（1130年），權樞密院編修官。绍兴四年（1134年）撰成《枢庭备检》，为右承事郎。绍兴五年乙卯（1135年），以右承事郎主管江州庐山太平观。绍兴七年，遭秦桧排擠，避居剡溪山，以詩詞自娛。世称雪溪先生。绍兴九年（1139）正月，献《元祐八年补录》及《七朝史》，由右承郎迁右宣义郎。绍兴十三年癸亥（1143年），献《太玄经解义》，受賜三百兩白銀。绍兴十四年（1144年）卒。

## 著作
著有《默记》一卷、《杂纂续》一卷、《侍儿小名录》一卷、《国老谈苑》二卷等書。
相傳，《柳宗元文集》後的《龍城錄》是王銍所作，僞托為柳文。

## 家族
五世祖王昭素，北宋學者。父王萃師事歐陽修。有子王廉清、王明清。